# مجلة أبحاث النطق واللغة والسمع
مجلة أبحاث الكلام واللغة والسمع هي مجلة علمية شهرية عبر الإنترنت تتم مراجعتها من قبل الأقران فقط تغطي جميع جوانب التواصل بين الأشخاص. تأسست في عام 1936 باسم مجلة اضطرابات النطق والسمع والتي تم دمجها مع مجلة أبحاث الكلام والسمع (التي تأسست عام 1958) لتشكل مجلة أبحاث الكلام والسمع عام 1991. وأضيفت كلمة «لغة» إلى العنوان في عام 1997. ونشرتها American Speech – Language-Hearing النقابة والمحررين هم بهارات شاندراسيكاران (جامعة بيتسبرغ)، شون ريدموند (جامعة يوتا)، وفريدريك جالون (المركز الطبي لشؤون المحاربين القدامى).وفقًا لتقارير Journal Citation Reports ، فإن المجلة لديها عامل تأثير لعام 2017 قدره 1.906، مما يجعلها في المرتبة الثامنة من بين 25 مجلة في فئة «علم السمع وأمراض النطق واللغة».

## روابط خارجية
- الموقع الرسمي